# Nagadeba celenoalis
Nagadeba celenoalis là một loài bướm đêm trong họ Noctuidae.